# Flagge Guams
Die Flagge Guams wurde in ihrer heutigen Form 1960 angenommen. 

## Beschreibung und Bedeutung
§407 des Guam Code gibt das Aussehen der Flagge vor. Demnach soll sie 78 inches lang und 40 Inches hoch sein. Der rote Rand der sonst marineblauen Flagge hat eine Breite von 2 inches. Im Zentrum befindet sich das Siegel von Guam, das 24 inches hoch und 16 inches breit ist. Für nicht-offizielle Verwendungen darf die Flagge auch in anderen Größen hergestellt werden, wobei die Proportionen einzuhalten sind. Für Feiertage wird eine offizielle Flagge verwendet, die um 50 % größer ist.
Die blaue Grundfläche stellt den Pazifischen Ozean dar, während der äußere rote Rand für das vergossene Blut des Chamorro-Stamms steht. In der Mitte der Flagge befindet sich das Siegel Guams in der ovalen Form eines traditionellen Chamorro-Steins, einer traditionellen einheimischen Schleuderwaffe. Im Oval sieht man eine Kokospalme, der ursprüngliche Hauptnahrungslieferant der Insel. Das Boot stellt eine Proa dar – ein schnelles und seetüchtiges Auslegerkanu.

## Geschichte

Flagge Guams 1917 bis 1960 ohne roten Rand

Die erste Version der Flagge Guams ohne roten Rand wurde bereits am 4. Juli 1917 durch Gouverneur Captain Roy C. Smith eingeführt, aber erst am 9. April 1948 durch den Kongress Guams offiziell bestätigt. Das Siegel im Zentrum war bereits 1930 durch Gouverneur Willis W. Bradley Jr. bestätigt worden. Das Design stammt von Helen L. Paul, der Ehefrau eines amerikanischen Marineoffiziers. 1960 wurde der rote Rand der Flagge hinzugefügt.

## Gesetzliche Vorgaben zur Verwendung
Die größere offizielle Flagge soll laut §407 des Guam Code an lokalen und nationalen Feiertagen an offiziellen Gebäuden und Fahnenmasten der Regierung gesetzt werden.
Allgemein soll laut §408 die Flagge Guams im Freien nur bei Tageslicht gesetzt sein oder, bei Dunkelheit, beleuchtet werden. Dies ist dann aber nur an Gebäuden, Flaggenmasten oder Flaggenleinen zulässig. Das Setzen hat zügig zu erfolgen, das Niederholen gehaben in einer Zeremonie. 
Wird die Flagge Guams zusammen mit der Flagge der Vereinigten Staaten an einem Mast gesetzt, muss Guams Flagge unterhalb der amerikanischen wehen. Auch wenn beide Flaggen einen eigenen Mast haben, muss die Flagge Guams niedriger oder links (aus Sicht des Betrachters rechts) der Flagge der USA gesetzt sein. Wird halbmast für die Stars and Stripes angeordnet, gilt dies auch für die Flagge Guams, auch wenn sie alleine weht.
Repräsentanten anderer Regierungen dürfen vor ihren Amtssitz die eigene Flagge verwenden, ungeachtet der Position von Flaggen der USA oder Guams. §409 betont, dass kein Gelöbnis vor der Flagge Guams abgehalten werden muss.

## Flaggentage
- 1. Januar: Neujahr
- Erster Montag im März: Tag der Entdeckung Guams
- Letzter Montag im Mai: Memorial Day
- 4. Juli: amerikanischer Independence Day
- 21. Juli: Tag der Befreiung
- Erster Montag im September: Tag der Arbeit
- 2. November: Allerheiligen
- 11. November: Tag der Veteranen
- Vierter Donnerstag im November: Erntedankfest
- 8. Dezember: Our Lady of Camarin Day
- 25. Dezember: Weihnachtstag

Am „Tag der Befreiung“ wird an die Befreiung von der japanischen Besatzung 1944 gedacht. Der Gouverneur ruft zu diesem Anlass jedes Jahr die Bevölkerung auf, an ihren Häusern die Flagge zu setzen. Gleiches gilt für den „Tag der Entdeckung Guams“.

## Gemeindeflaggen
Gemäß §1031 des Guam Code können die Gemeinden Guams eine offizielle Gemeindeflagge annehmen, die Geschichte und Kultur des jeweiligen Dorfes darstellt.